# أب غرمو (إرم)
أب غرمو (بالفارسية: آب‌گرمو) هي قرية تقع في إيران في قسم إرم الريفي. يقدر عدد سكانها بـ 38 نسمة .